# تونغتشاي ماكنتاير
تونغتشاي ماكنتاير (بالتايلندية: ธงไชย แมคอินไตย์)‏ (بالتايلندية: ธงไชย แมคอินไตย์) مواليد 	8 ديسمبر 1958 في تايلاند، هو مغني تايلندي. لديه اسم شائع يسمى بيرط (بالتايلندية: เบิร์ด).

## روابط خارجية
- تونغتشاي ماكنتاير على موقع IMDb (الإنجليزية)
- تونغتشاي ماكنتاير على موقع ألو سيني (الفرنسية)
- تونغتشاي ماكنتاير على موقع ميوزك برينز (الإنجليزية)
- تونغتشاي ماكنتاير على موقع أول موفي (الإنجليزية)
- تونغتشاي ماكنتاير على موقع قاعدة بيانات الأفلام السويدية (السويدية)
- تونغتشاي ماكنتاير على موقع إن إن دي بي (الإنجليزية)
- تونغتشاي ماكنتاير على موقع ديسكوغز (الإنجليزية)
- تونغتشاي ماكنتاير على موقع قاعدة بيانات الفيلم (الإنجليزية)
- تونغتشاي ماكنتاير على موقع كينوبويسك (الروسية)